# Thế hệ Z
Thế hệ Z (tiếng Anh: Generation Z, viết tắt: Gen Z), đôi khi còn được gọi là Zoomers, là nhóm nhân khẩu học nằm giữa thế hệ Millennial và thế hệ Alpha. Các nhà nghiên cứu và các phương tiện truyền thông phổ biến nhận định khoảng thời gian được sinh ra của thế hệ này là từ những năm giữa-đến-cuối thập niên 1990 đến những năm đầu thập niên 2010 (giới hạn dưới của ngày sinh 1995-1997, giới hạn trên 2009-2012). Hầu hết các thành viên của thế hệ Z là con của những người thuộc thế hệ X.
Thế hệ Z là thế hệ đầu tiên lớn lên với sự tiếp cận Internet cùng các thiết bị kỹ thuật số và điện tử từ nhỏ, các thành viên của thế hệ Z còn được mệnh danh là những "công dân thời đại kĩ thuật số".
So với các thế hệ trước, thế hệ Z ở một số quốc gia phát triển có xu hướng cư xử tốt hơn, nhanh nhẹn hơn và họ có một đặc điểm là thích an toàn, không thích rủi ro. Tỉ lệ sử dụng thức uống có cồn và mang thai ở tuổi vị thành niên ở Gen Z thấp hơn so với các thế hệ khác.
Trên phạm vi toàn cầu, có bằng chứng cho thấy tuổi dậy thì trung bình của trẻ em gái thế hệ Z đã giảm đáng kể so với thế kỷ 20. Ngoài ra, so với các thế hệ trước, thế hệ Z có tỷ lệ mắc các bệnh dị ứng và các vấn đề về sức khỏe tâm thần cao hơn, họ cũng có xu hướng thường bị thiếu ngủ.

## Thuật ngữ
Thuật ngữ Thế hệ Z được sử dụng lần đầu tiên có thể là trong một bài báo Thời đại quảng cáo vào tháng 9 năm 2000 thảo luận về những thay đổi sẽ diễn ra trong giáo dục trong những năm tiếp theo khi nhóm nhân khẩu học này bước vào trường học. Các tên khác được đề xuất cho thế hệ này bao gồm iGeneration, Gen Tech, Gen Wii, Homeland Generation, Net Gen, Digital Natives, Plurals và Zoomers.
Trung tâm nghiên cứu Pew đã khảo sát những cái tên khác cho nhóm nhân khẩu học cụ thể này trên Google Xu hướng năm 2019 và thấy rằng ở Mỹ, thuật ngữ 'Thế hệ Z' là từ phổ biến nhất cho đến nay, phổ biến đến mức cả hai từ điển Merriam Webster và Oxford lập nó thành từ ngữ chính thức để chỉ thế hệ này. Theo Từ điển Merriam Webster, Zoomers được sử dụng như biệt danh cho các thành viên của Thế hệ Z có năm sinh nhỏ nhất từ 2016, nhưng vẫn chưa được sử dụng rộng rãi để có thể lập thành từ ngữ chính thức cho từ điển từ tháng 1 năm 2020.
Một nghiên cứu năm 2016 được thực hiện bởi Bộ Y tế và Dịch vụ Nhân sinh Hoa Kỳ và Trung tâm Nghiên cứu Pew đã sử dụng thuật ngữ "Hậu Millennials".
Trong một bài viết năm 2016 trên tờ The Australian, Helen Rumbelow nói rằng Thế hệ hoa tuyết (Snowflake Generation) đã bắt đầu như một thuật ngữ ở Hoa Kỳ. Theo Rumbelow, một số cha mẹ đã ấp ủ đứa con của mình như là "những hoa tuyết nhỏ quý giá", mỗi người đều giống nhau nhưng cũng là duy nhất, hoặc "mọi người đều đặc biệt". Thuật ngữ "thế hệ hoa tuyết" là một trong các từ của năm của từ điển Collins vào năm 2016. Collins định nghĩa thuật ngữ này là "những người trẻ tuổi (khoảng 20 tuổi) của những năm 2010", được xem là ít kiên cường hơn và dễ tự ái hơn các thế hệ trước.
Cơ quan thống kê Canada đã lưu ý rằng nhóm này đôi khi được gọi là thế hệ Internet, vì đây là thế hệ đầu tiên được sinh ra sau khi Internet trở nên phổ biến.
Tại Nhật Bản, nhóm thế hệ này được mô tả là Neo-Digital Natives, một bước vượt xa so với nhóm thế hệ trước - những người được mô tả là "Người bản địa kỹ thuật số". Người bản địa kỹ thuật số chủ yếu giao tiếp bằng văn bản hoặc giọng nói, trong khi Neo-Digital Natives sử dụng video, điện thoại video và phim. Điều này nhấn mạnh sự chuyển đổi từ PC sang di động và chuyển văn bản sang video trong dân số kỹ thuật số mới (neo-digital).

## Giới hạn năm và độ tuổi
Trung tâm nghiên cứu Pew định nghĩa Thế hệ Z là những người sinh từ năm 1997 trở đi. Mốc này được căn cứ vào nhiều yếu tố như: sự phát triển của công nghệ mới; khả năng truy cập internet không dây cùng dịch vụ di động băng thông rộng; sự kiện quan trọng của thế giới như cuộc tấn công khủng bố ngày 11 tháng 9 năm 2001. Pew lý giải các thành viên của Thế hệ Z không quá 4 tuổi vào thời điểm xảy ra sự kiện 11/9 do đó họ không có nhiều ký ức về sự kiện này. Trung tâm nghiên cứu Pew tuyên bố rằng: họ chưa đưa ra điểm cuối của Thế hệ Z, nhưng họ sử dụng khoảng thời gian từ 1997 đến 2012 để định nghĩa Thế hệ Z cho một phân tích vào năm 2019. Theo định nghĩa này, vào năm 2020, thành viên lâu đời nhất của Thế hệ Z sẽ 23 tuổi, và người trẻ nhất là 8 tuổi.
Giới hạn này được chấp nhận rộng rãi bởi các hãng truyền thông lớn trên thế giới. Các hãng truyền thông đã trích dẫn định nghĩa của Pew bao gồm The New York Times, The Wall Street Journal, PBS, và The Washington Post. Viện Brookings định nghĩa Thế hệ Z là những người sinh từ năm 1997 đến năm 2012. Gallup bắt đầu Thế hệ Z vào năm 1997.
Từ điển Oxford mô tả Thế hệ Z là "nhóm những người sinh từ cuối những năm 1990 đến đầu những năm 2010, những người được coi là rất quen thuộc với Internet". Từ điển trực tuyến Merriam-Webster định nghĩa "Thế hệ Z là thế hệ của những người sinh ra vào cuối những năm 1990 và đầu những năm 2000".
Ngoài ra, cũng có nhiều ý kiến khác về khoảng thời gian của Thế hệ Z. Tại Nhật Bản, 15 năm là khoảng thời gian để xác định các thế hệ và cho rằng "Người bản địa Neo-Digital" bắt đầu sau năm 1996. Nhà tâm lý học Jean Twenge mô tả Thế hệ Z là những người sinh năm 1995 trở lên. Forbes và Thời báo Ailen tuyên bố rằng Thế hệ Z "bao gồm những người sinh từ năm 1995 đến năm 2010". Thống kê Canada thì định nghĩa Thế hệ Z bắt đầu từ năm 1993 vì họ không công nhận Thế hệ Millennials và thay vào đó, Thế hệ Z được xem là thế hệ ngay sau thế hệ "con của những người thuộc Thế hệ bùng nổ trẻ sơ sinh" (Children of Baby Boomers).

## Đặc điểm chung của thế hệ

### Mức độ hạnh phúc và các tác động đến giá trị con người

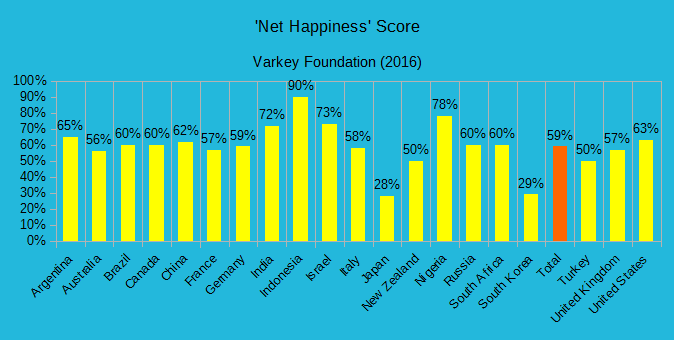

#### Mức độ hạnh phúc
The Economist đã mô tả Thế hệ Z là thế hệ có giáo dục, cư xử tốt, hay căng thẳng và trầm tĩnh hơn so với thế hệ trước. Bệnh trầm cảm phổ biến ở Thế hệ Z hơn bất kỳ thế hệ nào trước đó, với nguyên nhân chính là do sự phụ thuộc vào công nghệ và trực tuyến ngày càng tăng và giảm sự tương tác trực tiếp.
Vào năm 2016, Quỹ Varkey và Populus đã thực hiện một nghiên cứu quốc tế kiểm tra hơn 20.000 người từ 15 đến 21 tuổi ở 20 quốc gia. Họ nhận thấy rằng thanh niên Thế hệ Z nói chung hài lòng với các vấn đề trong cuộc sống cá nhân của họ ( chỉ số hạnh phúc nói chung là 59%). Nghiên cứu chỉ ra rằng những người trẻ không hạnh phúc nhất đến từ Hàn Quốc (29%) và Nhật Bản (28%), trong khi những người trẻ hạnh phúc nhất đến từ Indonesia (90%) và Nigeria (78%).
Nguồn hạnh phúc quan trọng nhất là sức khỏe thể chất và tinh thần (chiếm tới 94%), tiếp theo là việc có mối quan hệ tốt với gia đình (92%) và bạn bè (91%). Nhìn chung, trong những người được hỏi thì người trẻ hơn và nam giới có xu hướng hạnh phúc hơn. Nguồn hạnh phúc đến từ niềm tin tôn giáo chiếm tỷ lệ thấp nhất (44%). Tuy nhiên, niềm tin tôn giáo lại là một nguồn hạnh phúc lớn cho giới trẻ đến từ Indonesia, Nigeria, Thổ Nhĩ Kỳ, Trung Quốc và Brasil.
Những lý do lớn nhất gây ra lo lắng và căng thẳng là tài chính và trường lớp. Phương tiện truyền thông xã hội và quyền tiếp cận vào các tài nguyên cơ bản (như thực phẩm và nước) là hai yếu tố cuối của danh sách. Mối quan tâm về thực phẩm và nước nghiêm trọng nhất là ở Trung Quốc, Ấn Độ và Indonesia.

#### Các tác động đến giá trị con người
Theo nghiên cứu nói trên của Quỹ Varkey, họ chỉ ra rằng giá trị cá nhân của 1 người thuộc thế hệ Z được thể hiện và chứng minh qua khả năng giúp đỡ gia đình của họ và chí tiến thủ tự lập trong cuộc sống (cả hai là 27%), tiếp theo là sự trung thực (26%). Xếp cuối với 6% là sự ảnh hưởng đến cộng đồng địa phương của họ. Giá trị gia đình đặc biệt mạnh ở Nam Mỹ (34%) trong khi chủ nghĩa cá nhân và tinh thần kinh doanh phổ biến ở Châu Phi (37%). Những người ảnh hưởng đến giới trẻ nhiều nhất là cha mẹ (89%), bạn bè (79%) và giáo viên (70%). Người nổi tiếng (30%) và chính trị gia (17%) xếp cuối cùng. Nhìn chung, nam có nhiều khả năng bị ảnh hưởng bởi các vận động viên và chính trị gia hơn nữ, nữ thích sách và nhân vật hư cấu hơn. Văn hóa người nổi tiếng có ảnh hưởng đặc biệt ở Trung Quốc (60%) và Nigeria (71%) khác với Argentina và Thổ Nhĩ Kỳ (cả hai là 19%). Đối với những người trẻ tuổi, các yếu tố quan trọng nhất cho sự nghiệp hiện tại hoặc tương lai của họ là khả năng mài giũa kỹ năng (24%) và thu nhập (23%) trong khi các yếu tố không quan trọng nhất là sự nổi tiếng (3%) và liệu tổ chức họ có hay không làm việc để tạo ra một tác động tích cực trên thế giới (13%). Các yếu tố quan trọng nhất đối với những người trẻ tuổi khi nghĩ về tương lai của họ là gia đình (47%) và sức khỏe của họ (21%); phúc lợi của thế giới nói chung (4%) và xếp cuối là cộng đồng địa phương của họ (1%).
Vụ tấn công khủng bố ngày 11 tháng 9 và đại suy thoái đã ảnh hưởng rất lớn đến thái độ của thế hệ này ở Hoa Kỳ. Tuy nhiên, không giống như thế hệ Millennial, Thế hệ Z có rất ít ký ức về vụ tấn công khủng bố 11/9.. Nhà tâm lý học Anthony Turner cho rằng có khả năng cả hai sự kiện trên đã dẫn đến cảm giác bất ổn và bất an giữa những người thuộc Thế hệ Z với môi trường họ được nuôi dưỡng. Suy thoái kinh tế năm 2008 là sự kiện lịch sự đặc biệt quan trọng với Thế hệ Z, do lúc nhỏ họ có thể bị ảnh hưởng bởi cảm nhận của bố mẹ về áp lực tài chính từ khủng hoảng kinh tế. Một khảo sát năm 2013 bởi Ameritrade cho thấy 47% người ở Hoa Kỳ (từ 14 đến 23 tuổi) quan tâm đến nợ sinh viên, trong khi 36% lo ngại về khả năng chi trả tất cả chi phí cho Đại học. Thế hệ này phải đối mặt với khoảng cách thu nhập ngày càng tăng và tầng lớp trung lưu bị thu hẹp, tất cả dẫn đến tăng mức độ căng thẳng trong gia đình. Theo Hiệp Hội quan hệ công chúng Hoa Kỳ, cuộc đại suy thoái đã dạy có Thế hệ Z trở nên tự lập, và dẫn đến một mong muốn kinh doanh sau khi thấy ba mẹ và các thành viên lớn hơn phải vật lộn trong lực lượng lao động.  

### Văn hóa chung của thế hệ
Một nghiên cứu năm 2014 về Thế hệ Z học đại học cho thấy các sinh viên Thế hệ Z tự nhận thấy mình là người trung thành, nhân ái, chu đáo, cởi mở, có trách nhiệm và quyết đoán.
Cách họ nhìn những người bạn đồng trang lứa hoàn toàn khác so với cách họ tự nhìn bản thân. Họ thấy bạn bè họ là những người thích cạnh tranh, thích phiêu lưu và học hỏi - tất cả các đặc điểm mà họ không thấy ở chính mình.
Ngoài ra, một số tác giả cho rằng một số năng lực của họ như năng lực đọc đang bị biến đổi do sự quen thuộc với các thiết bị số, nền tảng và văn bản.
Về âm nhạc, theo báo cáo về chi tiêu âm nhạc của thế hệ Z được thực hiện bởi Sweety High năm 2018 thì Spotify xếp hạng đầu tiên, đài phát thanh truyền hình đứng thứ hai, trong khi YouTube được báo cáo là nền tảng ưa thích để khám phá âm nhạc của Thế hệ Z.

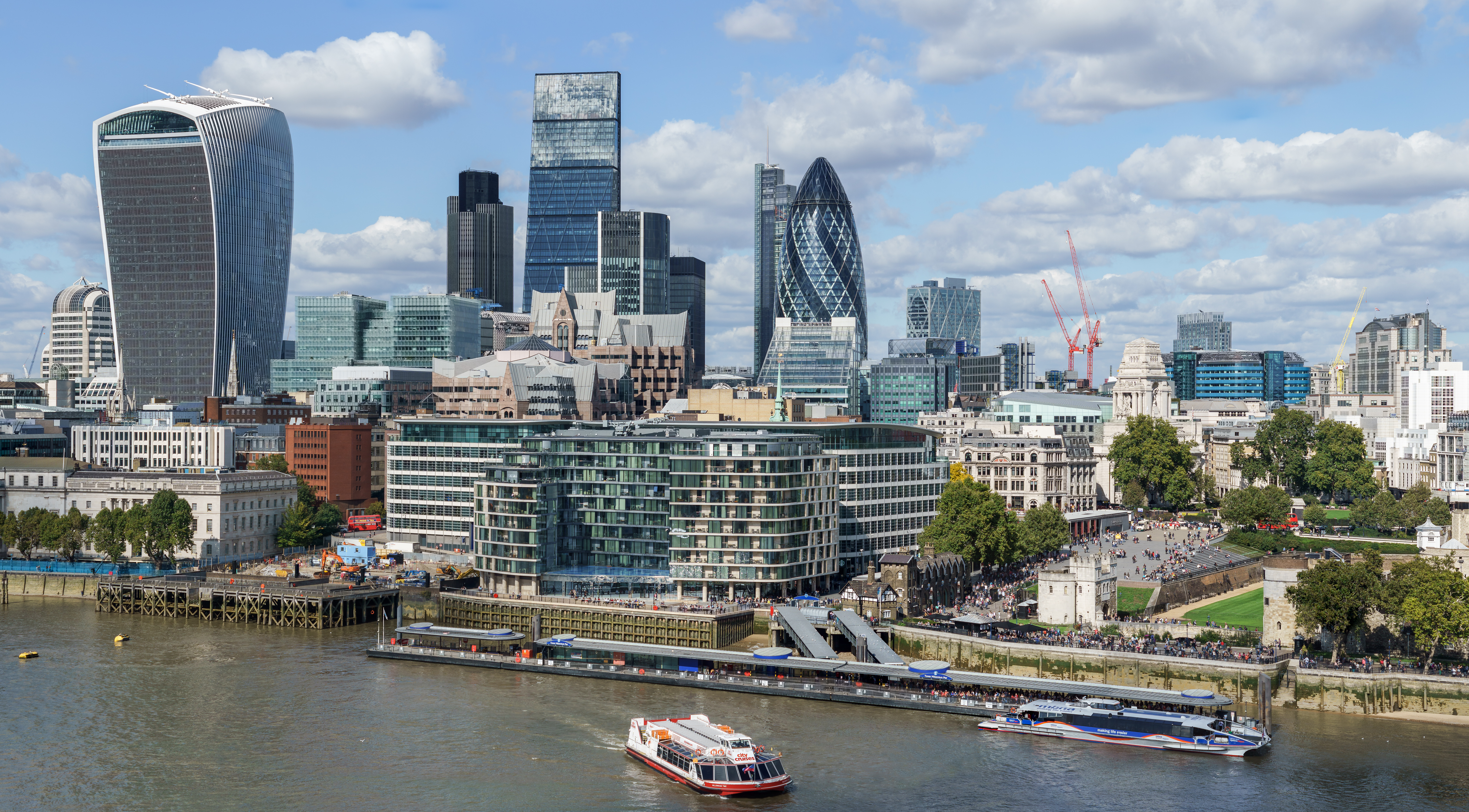
Luân Đôn được xem là một trong những nơi đáng sống nhất cho Thế hệ Z.

Một nghiên cứu năm 2019 được thực hiện bởi nền tảng cho thuê trực tuyến Nestpick xếp hạng 110 thành phố trên toàn thế giới liên quan đến các yếu tố mà họ tin là quan trọng đối với Thế hệ Z, như bình đẳng xã hội, đa dạng văn hóa và số hóa. Nhìn chung, London, Stockholm, Los Angeles, Toronto, và thành phố New York đứng đầu danh sách. Tuy nhiên, bảng xếp hạng thay đổi liên quan đến từng mục được xét. Oslo, Bergen (Na Uy), Stockholm, Gothenburg và Malmö (Thụy Điển) là những nơi đứng đầu về bình đẳng giới, nhưng Seoul, London, Boston, Stockholm và Los Angeles đáp ứng tốt nhất các mong muốn về kỹ thuật số của Thế hệ Z. Tuy nhiên, Thế hệ Z có xu hướng thực dụng về tài chính và tất cả các thành phố trên có chung một nhược điểm: chi phí sinh hoạt cao. Do đó, chỉ số Nestpick cho Thế hệ Z có thể thay đổi trong những năm tới khi những người này già đi và có những ưu tiên khác nhau.

## Nhân khẩu học

### Châu Phi
Các dự báo thống kê từ Liên Hợp Quốc năm 2019 cho thấy, đến năm 2020, người dân Nigeria sẽ có độ tuổi trung bình là 15,2; Mali 16,3; Chad 16,6; Somalia, Uganda và Angola tất cả là 16,7; Cộng hòa Dân chủ Congo 17,0; Burundi 17.3; Mozambique và cả Zambia là 17.6. (Điều này có nghĩa là hơn một nửa dân số của họ đã được sinh ra trong hai thập kỷ đầu của thế kỷ XXI.) Đây là những quốc gia có độ tuổi trung bình trẻ nhất thế giới. Trong khi dân số bùng nổ có thể tạo ra sự tăng trưởng kinh tế đáng kể, nếu nhu cầu về y tế, giáo dục và kinh tế không được đáp ứng, sẽ có tình trạng thất nghiệp kinh niên ở thanh niên, năng suất thấp và bất ổn xã hội. Đầu tư vào vốn con người là rất quan trọng.

### Châu Á

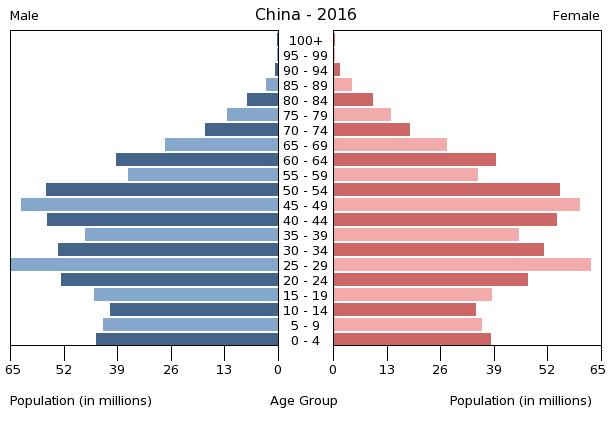
Tháp dân số của Trung Quốc năm 2016.

Tỷ lệ sinh của Trung Quốc giảm từ 5,91 trẻ em trên một phụ nữ vào năm 1967 xuống còn 1,6 vào năm 2012. Chính sách một con là một yếu tố đằng sau sự phát triển này. Theo Chính phủ Trung ương Trung Quốc, chính sách một con đã ngăn chặn khoảng 400 triệu ca sinh. Các chuyên gia tiếp tục tranh luận về con số này, tuy nhiên, một số ý kiến cho rằng mức sinh giảm như vậy là điển hình cho một quốc gia công nghiệp hóa nhanh chóng trong khi những người khác tin rằng nó thực sự đẩy nhanh quá trình lão hóa. Theo nhà nhân khẩu học Zhen Bin Wen thuộc Viện Khoa học Xã hội Trung Quốc, lực lượng lao động của Trung Quốc sẽ đạt đỉnh vào năm 2015. Gần 7% dân số Trung Quốc từ 65 tuổi trở lên vào năm 2000, một điểm chuẩn mà Liên Hợp Quốc xem là dân số đang già đi. Trung Quốc trên thực tế đang già đi khá nhanh. Số liệu của Liên Hợp Quốc cho thấy tỷ lệ người Trung Quốc từ 60 tuổi trở lên tăng 3,8% từ năm 2000 đến 2010, cao hơn mức trung bình toàn cầu 3% từ năm 1950 đến năm 2010. Do đó, Trung Quốc là một trong những quốc gia đang phát triển có dân số già. Nền kinh tế phát triển nhanh chóng và định hướng xuất khẩu của quốc gia sẽ chậm lại, vì lợi thế của lao động dồi dào và giá rẻ mất dần. Tuổi thọ ở Trung Quốc từ 43 vào năm 1960 đã tăng lên 3 tuổi vào năm 2010, nhờ cải thiện mức sống, dinh dưỡng tốt hơn và tiếp cận với chăm sóc sức khỏe và giáo dục.
Do lý tưởng văn hóa, chính sách của chính phủ và y học hiện đại, đã có sự mất cân bằng giới tính nghiêm trọng ở Trung Quốc và Ấn Độ. Theo Liên Hợp Quốc, năm 2018, có 112 nam giới tuổi từ 15 đến 29 trên 100 nữ trong độ tuổi đó. Con số đó ở Ấn Độ là 111. Trung Quốc có tổng cộng 34 triệu nam giới thừa và Ấn Độ 37 triệu người, nhiều hơn toàn bộ dân số Malaysia. Cộng lại, Trung Quốc và Ấn Độ có đến 50 triệu nam giới dư thừa dưới 20 tuổi. Sự khác biệt này gây ra "dịch cô đơn", nạn buôn người (từ những nơi khác ở châu Á, như Campuchia và Việt Nam), và mại dâm, trong số các vấn đề xã hội khác.
Giống như Liên minh châu Âu (và không giống như Hoa Kỳ), Nhật Bản có dân số giảm. Cùng với tuổi thọ cực kỳ dài (85 tuổi đối với nữ và 78 đối với nam, tính đến năm 2005) và là một trong những nước có mức sinh thấp nhất trên thế giới, điều này có nghĩa là vào năm 2050, 30% người Nhật sẽ ở độ tuổi trên 60. Trong khi chính phủ đã đưa ra nhiều ưu đãi khác nhau để mọi người sinh thêm con, thì không thể hoàn vốn đầu tư cho đến những năm 2030, khi những đứa trẻ sinh ra vào đầu những năm 2000 trở thành lực lượng lao động. (Về mặt chính trị, việc di dân không phổ biến ở đất nước này.) Theo số liệu chính thức, số lượng cá nhân dưới 15 tuổi ở Nhật Bản chiếm 13,6% dân số năm 2007 và được dự đoán sẽ giảm xuống còn 12,3% vào năm 2015, hoặc khoảng một nửa so với người già. Năm 2007 là năm thứ 26 liên tiếp mà số người dưới 15 tuổi giảm ở Nhật Bản. Tỷ lệ sinh của Nhật Bản đã giảm từ mức thay thế gần 2.1, vào đầu những năm 1970 xuống còn 1.26 vào năm 2005. Các quan chức chính phủ ước tính rằng dân số Nhật Bản sẽ giảm 30% vào những năm 2050, từ 127 triệu xuống dưới 90 triệu.

Tỷ lệ sinh của Singapore đã giảm xuống dưới mức thay thế 2.1 kể từ những năm 1980 trước khi ổn định trong những năm 2000 và 2010. (Nó đạt 1,14 vào năm 2018 và là thấp nhất kể từ năm 2010 cũng như là một trong những mức thấp nhất trên thế giới.) Các ưu đãi của chính phủ như tiền thưởng cho em bé đã được chứng minh là không đủ để tăng tỷ lệ sinh. Những gì mà Singapore trải qua cũng tương tự tình trạng này ở Nhật Bản và Hàn Quốc.

Tháp dân số của Ấn Độ, Nhật Bản và Singapore năm 2016
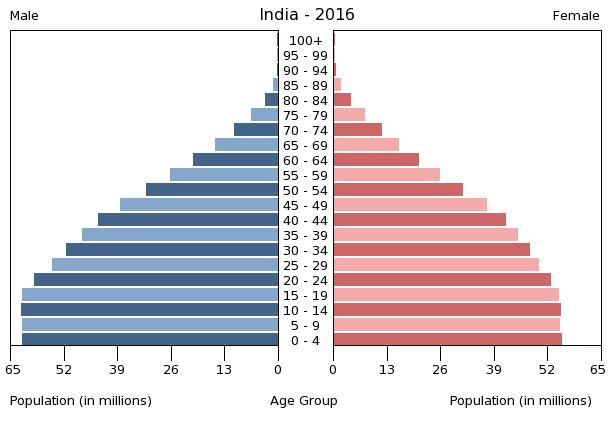
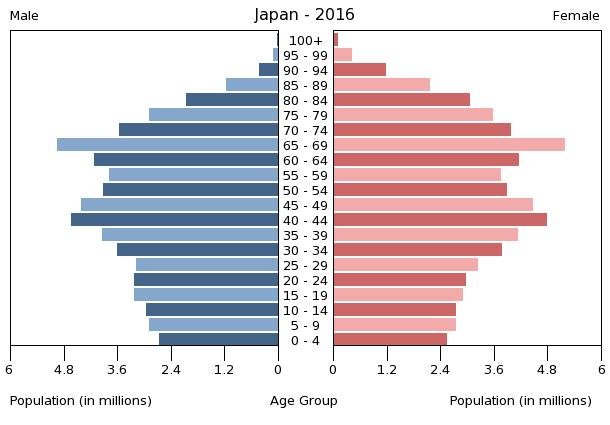
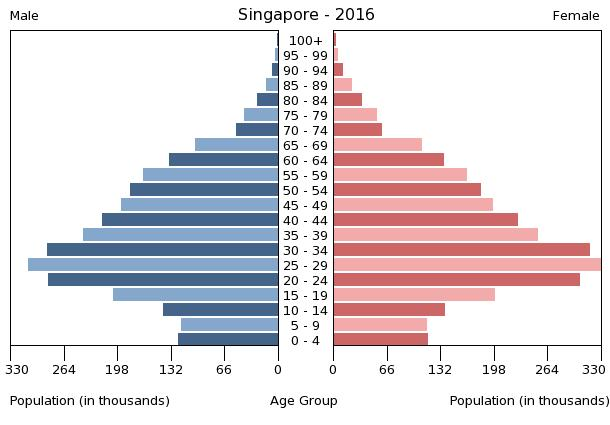

### Châu Âu
Từ khoảng năm 1750 đến 1950, Tây Âu đã chuyển từ có tỷ lệ sinh và tử cao sang tỷ lệ sinh và tử thấp. Vào cuối những năm 1960 hoặc 1970, một phụ nữ trung bình có ít hơn hai con và mặc dù ban đầu các nhà nhân khẩu học mong đợi một "sự điều chỉnh", sự phục hồi như vậy không bao giờ xảy ra. Mặc dù có sự tăng lên trong tổng tỷ suất sinh của một số quốc gia châu Âu vào cuối thế kỷ XX (những năm 1980 và 1990), đặc biệt là Pháp và Scandinavia, họ không bao giờ trở lại mức thay thế; sự tăng lên này phần lớn là do những người phụ nữ lớn tuổi nhận ra ước mơ làm mẹ của họ. Lúc đầu, việc sinh sản giảm là do đô thị hóa và tỷ lệ tử vong ở trẻ sơ sinh giảm, điều này làm giảm lợi ích và tăng chi phí nuôi con. Nói cách khác, việc đầu tư nhiều hơn vào con cái trở nên hợp lý hơn, như nhà kinh tế Gary Becker lập luận. (Đây là quá trình chuyển đổi nhân khẩu học đầu tiên.) Mức sinh giảm sau đó đến từ những thay đổi về thái độ. Đến thập niên 1960, mọi người bắt đầu chuyển từ các giá trị truyền thống và cộng đồng sang các triển vọng cá nhân và biểu hiện rõ hơn do tiếp cận và khao khát giáo dục bậc cao hơn, và đến việc truyền bá các giá trị lối sống chỉ được thực hiện bởi một nhóm văn hóa thiểu số. (Đây là lần chuyển đổi nhân khẩu học thứ hai.) Mặc dù những thay đổi văn hóa nhất thời của thập niên 1960 đã chững lại vào những năm 1990, nhưng môi trường văn hóa xã hội của thế kỷ XX cũng đã hoàn toàn khác so với những năm 1950. Những thay đổi này về giá trị đã có các tác động lớn đến khả năng sinh sản, cái mà đã gắn kết chính nó trong các nhóm nhân khẩu học tiếp theo. Các quốc gia thành viên của Cộng đồng châu Âu đã chứng kiến sự gia tăng dần không chỉ trong việc ly hôn và sinh con ngoài giá thú giữa năm 1960 và 1985 mà còn sự sụt giảm trong tỷ lệ sinh. Năm 1981, một cuộc khảo sát ở các quốc gia công nghiệp hóa đã phát hiện ra rằng trong khi hơn một nửa số người từ 65 tuổi trở lên nghĩ rằng phụ nữ đều cần phải có con, thì chỉ có 35% những người trong độ tuổi từ 15 đến 24 (nhóm những người trẻ thế hệ Baby Boomers (thế hệ Bùng nổ trẻ sơ sinh) và nhóm cuối thế hệ X) đồng ý với điều đó.

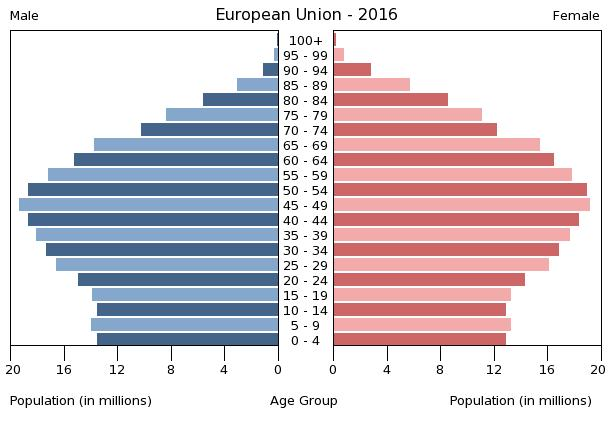
Tháp dân số của Liên minh Châu Âu năm 2016

Đầu những năm 2000, Pháp và Scandinavia vẫn giữ được tỷ lệ sinh cao so với các nước phát triển khác, đặc biệt là Nam Âu và Đông Á. Trước hết, có vẻ như điều này có thể là do các giá trị và chính sách tiến bộ xã hội của họ, tức là giúp phụ nữ dễ dàng theo đuổi cả sự nghiệp và ước mơ sinh con. Tuy nhiên, nếu xem xét kỹ lưỡng hơn có thể thấy không thể bảo vệ được lập luận "nữ quyền là chủ nghĩa tự sinh mới", vì một mặt thì có những nước tiến bộ xã hội với tỷ lệ sinh thấp như Áo và Canada, mặt khác là các nước truyền thống, bảo thủ hơn với tỷ lệ sinh cao như Ireland và Hoa Kỳ.
Vào đầu thế kỷ 21, châu Âu có sự già hóa dân số với tốc độ chưa từng thấy. Người ta ước tính rằng vào năm 2050, 40% người châu Âu sẽ ở độ tuổi trên 60. Vấn đề này đặc biệt nghiêm trọng ở phương Đông trong khi ở phương Tây, nó được giảm bớt do sự nhập cư quốc tế. Ngoài ra, ngày càng nhiều trẻ em sinh ra ở châu Âu bởi cha mẹ không phải là người châu Âu. Bởi vì con cái của những người nhập cư ở châu Âu có xu hướng tôn giáo như họ, điều này có thể làm chậm sự suy giảm của tôn giáo (hoặc sự phát triển của chủ nghĩa thế tục) ở lục địa này cùng với sự phát triển của thế kỷ 21. Tại Vương quốc Anh, số lượng cư dân sinh ra ở nước ngoài chiếm 6% dân số vào năm 1991. Di dân sau đó đã tăng và không giảm kể từ năm 2018. Các nghiên cứu của các nhà nhân khẩu học và các nhà khoa học chính trị Eric Kaufmann, Roger Eatwell và Matthew Goodwin cho rằng một sự thay đổi nhân khẩu học nhanh như vậy là một trong những lý do chính đằng sau phản ứng dữ dội của công chúng theo hình thức dân chủ chủ nghĩa dân tộc nổi dậy chống lại các nền dân chủ tự do giàu có, ví dụ như là sự kiện trưng cầu dân ý Brexit năm 2016.
Ý là một quốc gia có vấn đề dân số già đặc biệt nghiêm trọng. Tỷ lệ sinh giảm từ khoảng 4 trong thập niên 1960 xuống còn 1,2 vào những năm 2010. Điều này không phải vì người trẻ Ý không muốn sinh con. Hoàn toàn ngược lại, có nhiều con là một lý tưởng của họ. Nhưng nền kinh tế của họ đã rất ổn định kể từ cuộc Đại suy thoái năm 2007 - 2008, với tỷ lệ thất nghiệp của thanh niên ở mức đáng kinh ngạc - 35% vào năm 2019. Nhiều người Ý đã chuyển ra nước ngoài - 150.000 người trong năm 2018 - và rất nhiều người trẻ tuổi theo đuổi các cơ hội kinh tế và giáo dục. Với sự sụt giảm số lượng sinh mỗi năm, dân số Ý dự kiến sẽ giảm trong năm năm tới. Hơn nữa, thế hệ Baby Boomers đang nghỉ hưu với số lượng lớn, và số lượng của họ làm lu mờ những người trẻ chăm sóc họ. Chỉ có Nhật Bản có cấu trúc tuổi nghiêng nhiều hơn về phía người già. Một giải pháp cho vấn đề này là khuyến khích sinh sản, như Pháp đã làm, bằng cách đầu tư vào việc để số ngày nghỉ của phụ huynh dài hơn, vào nhà trẻ và miễn thuế cho cha mẹ. Tính đến năm 2019, Pháp có dân số xấp xỉ với Ý nhưng số lượng sinh nhiều hơn 65%. Một giải pháp khác là nhập cư, đã giảm bớt sự suy giảm, nhưng sẽ chẳng đến đâu nếu không có các phản ứng chính trị.
Hy Lạp cũng gặp vấn đề nhân khẩu học nghiêm trọng khi nhiều người trẻ tuổi rời khỏi đất nước để tìm kiếm cơ hội tốt hơn ở nơi khác. Việc chảy máu chất xám và dân số già đi nhanh chóng có thể gây ra thảm họa cho đất nước này.
Nga có tỷ lệ sinh giảm và dân số giảm mặc dù có nền kinh tế cải thiện sau khi Liên Xô sụp đổ. Theo Liên Hợp Quốc, dân số Nga có thể giảm tới 1/3 vào năm 2050. Các nhà thống kê của chính phủ Nga ước tính vào năm 2005 rằng một cậu bé sinh ra ở đất nước họ năm đó sẽ có cơ hội đón sinh nhật lần thứ 60 của mình do nhiều vấn đề liên quan đến lối sống (như nghiện rượu). Khoảng cách về tuổi thọ giữa phương Tây và Nga bắt đầu trở nên đáng chú ý trong thập niên 1960. Dân số Nga giảm 6% từ giữa những năm 1990 đến đầu những năm 2010.

Từ năm 1990 đến 2019, Iceland có dân số tăng 40,7%, Na Uy tăng 25,9%, Thụy Điển tăng 20,0%, Đan Mạch 13,1%, đảo Greenland 0,8%, Phần Lan 10,9%, Quần đảo Faroe 7,5% và Quần đảo Åland 22,9%.

Tháp dân số của Pháp, Hy Lạp và Nga năm 2016
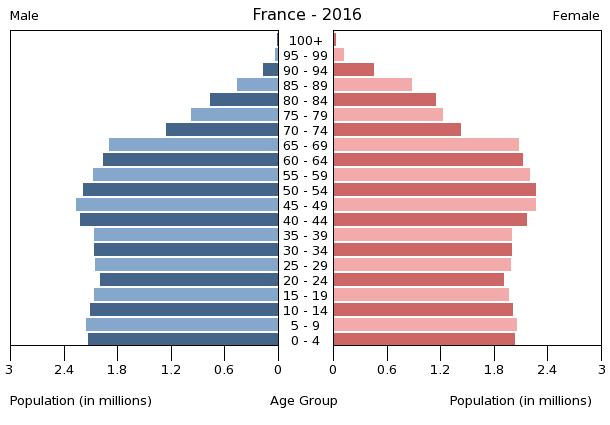
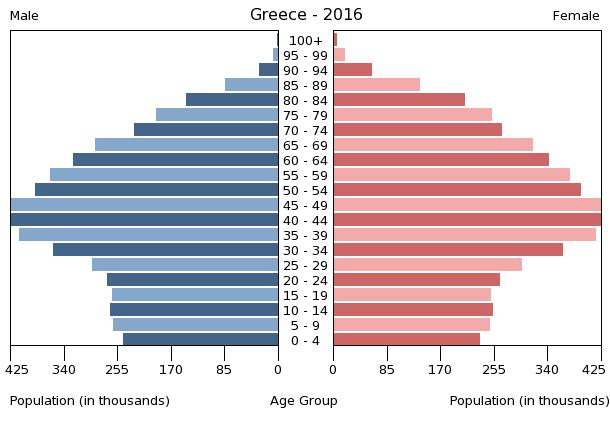
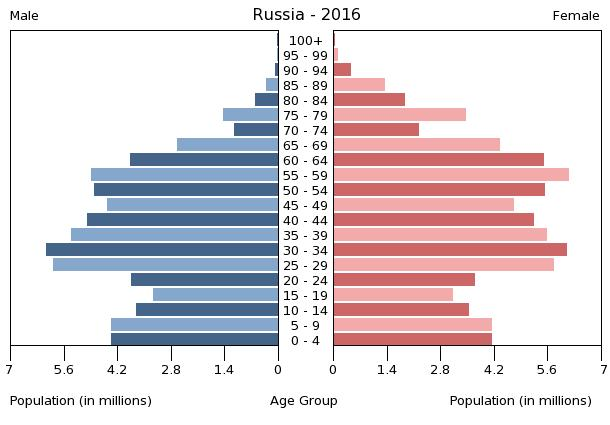

### Bắc Mỹ
Dữ liệu từ Thống kê Canada được công bố năm 2017 cho thấy Thế hệ Z chiếm 17,6% dân số Canada. Theo Thống kê Canada, từ năm 1980 đến năm 2009, tần suất hội chứng đột tử ở trẻ sơ sinh (SIDS) giảm từ 1 phần nghìn ca sống xuống còn 0,3, giảm 71%. Dữ liệu từ Liên Hợp Quốc cho thấy tỷ lệ tử vong của trẻ sơ sinh trong khoảng từ 28 đến 364 ngày tuổi đã giảm 64% và trẻ mới biết đi dưới 5 tuổi đã giảm 9,7% từ năm 1980 đến 2015. Theo thống kê Canada, số hộ gia đình có cả hai ông bà và cháu vẫn hiếm nhưng đã phát triển. Năm 2011, 5% trẻ em Canada dưới 10 tuổi sống với ông bà, tăng từ 3,3% so với thập kỷ trước. Điều này một phần vì cha mẹ người Canada ở đầu thế kỷ 21 không thể (hoặc nghĩ rằng họ không thể) đủ khả năng chăm sóc con cái và thường phải làm việc nhiều giờ hoặc thay ca không thường xuyên. Trong khi đó, nhiều ông bà đã phải cố gắng để theo kịp những đứa cháu năng động của họ một cách thường xuyên do vấn đề tuổi tác. Giữa ông bà và cha mẹ, luôn có các nguồn gốc mâu thuẫn tiềm tàng như chế độ ăn uống của trẻ em, lịch trình giấc ngủ của chúng, cách kỷ luật chúng và cách chúng có thể sử dụng các thiết bị điện tử. Phụ huynh ngày nay phụ thuộc vào Internet về thông tin hơn cha mẹ của họ, và nhiều người thậm chí còn khuyên họ nên tham gia các lớp học dành cho ông bà. Bởi vì Millennials và các thành viên của Thế hệ X có xu hướng sinh ít con hơn cha mẹ của họ, nên mỗi đứa trẻ thường được ông bà và cha mẹ chú ý nhiều hơn so với các thế hệ trước.
Tại Hoa Kỳ, với sự thúc giục của Tổng thống Lyndon B. Johnson, Quốc hội đã thông qua Đạo luật Di trú và Quốc tịch năm 1965 (còn được gọi là Đạo luật Hart-Celler), bãi bỏ hạn ngạch quốc gia dành cho người nhập cư và thay thế bằng một hệ thống thừa nhận số lượng người cố định mỗi năm dựa trên các phẩm chất như kỹ năng và nhu cầu tị nạn. Trong thế kỷ 19 và đầu thế kỷ 20, hầu hết những người nhập cư vào Hoa Kỳ đến từ Châu Âu, nhưng vào cuối những năm 1990 và đầu những năm 2000, Châu Á và Châu Mỹ Latinh đã trở thành nguồn nhập cư hàng đầu cho quốc gia này.
Một báo cáo của nhà nhân khẩu học William Frey thuộc Viện Brookings tuyên bố rằng tại Hoa Kỳ, Millennials là cầu nối giữa phần lớn thế hệ tiền Millennials người da trắng (Thế hệ X và người thế hệ trước họ) và thế hệ hậu Millennials đa dạng hơn (Thế hệ Z và người kế vị của họ). Thật vậy, bất chấp dòng người nhập cư giảm dần đến Hoa Kỳ sau cuộc Đại suy thoái, Thế hệ Z là thế hệ đa dạng dân tộc nhất từ trước đến trước giờ. 52% thế hệ này là người da trắng, 25% là người Tây Ban Nha, 14% là người da đen và 4% là người châu Á. Khoảng 4% là đa chủng tộc, và con số này đã tăng lên nhanh chóng từ năm 2000 đến năm 2010. Cụ thể hơn, số người Mỹ xác định là con lai của người da trắng và da đen đã tăng 134% và lai người da trắng và người châu Á tăng 87%. Có thể so sánh, 44% thế hệ Millennials, 40% thế hệ X và 28% thế hệ Baby Boomers được xác định là không phải người da trắng. Nghiên cứu của Frey cũng cho thấy ở cấp quốc gia, người gốc Tây Ban Nha và người châu Á là những nhóm thiểu số chủng tộc phát triển nhanh nhất ở Hoa Kỳ trong khi số người da trắng dưới 18 tuổi đã giảm từ năm 2000. Sự thay đổi nhân khẩu học này có thể đưa đến một số ảnh hưởng trong xã hội, văn hóa và chính trị trong nhiều thập kỷ tới.
Các thành viên của Thế hệ Z ít có khả năng sinh ra ở nước ngoài hơn Millennials. Thực tế là nhiều người Mỹ Latinh sinh ra ở Mỹ hơn là ở nước ngoài đóng vai trò làm cho làn sóng Thế hệ Z đầu tiên có được giáo dục tốt hơn so với thế hệ trước. Tuy nhiên, các nhà nghiên cứu cảnh báo rằng xu hướng này có thể được thay đổi bằng cách thay đổi mô hình nhập cư và các thành viên trẻ hơn của Thế hệ Z chọn con đường giáo dục thay thế. Là một nhóm nhân khẩu học, Thế hệ Z nhỏ hơn thế hệ Baby Boomers và con của họ - Millennials. Theo Cục điều tra dân số Hoa Kỳ, Thế hệ Z chiếm khoảng 1/4 dân số Hoa Kỳ, tính đến năm 2015. Dữ liệu tạm thời từ Trung tâm kiểm soát và phòng ngừa dịch bệnh cho thấy tỷ lệ sinh của Hoa Kỳ đã giảm xuống dưới mức thay thế của 2.1 kể từ năm 1971. (Đó là 1.765 vào năm 2017.)

Tỷ lệ sinh của Mexico, từng là một trong những mức cao nhất trên thế giới, xấp xỉ ở mức thay thế vào năm 2010, giảm so với gần 7 vào năm 1960. Điều này là do các chính sách kiểm soát sinh sản của chính phủ có từ những năm 1970 đã sử dụng triệt sản trong một đất nước với những hạn chế phá thai nghiêm ngặt trừ ở thủ đô. Vào những năm 2000, khoảng 40% phụ nữ Mexico đã kết hôn đã được triệt sản. Phụ nữ tham gia vào lực lượng lao động và cơ hội giáo dục được cải thiện cũng đóng một vai trò trong sự phát triển này. Mặc dù số lượng người Mexico mới mỗi năm trong thập niên 2000 tương đương với số lượng từ những năm 1970, tốc độ tăng trưởng đã chậm lại đáng kể. Tuổi trung bình của người Mexico là 28 vào năm 2010, tăng từ 17 vào năm 1980. Có thể so sánh, châu Âu mất một thế kỷ thay vì 30 năm để thực hiện quá trình chuyển đổi nhân khẩu học tương tự. Tuy nhiên, người Mexico sống ở Hoa Kỳ có tỷ lệ sinh cao hơn so với những người Mexico ở nước cũ, và điều này có nghĩa là số người di sản Mexico sẽ tiếp tục phát triển ở phía bắc biên giới. Trên thực tế, vào đầu những năm 2000, đã có sự di cư hợp pháp đáng kể của Mexico vào Hoa Kỳ, nơi có mức sống và tiền lương cao hơn.

Tháp dân số ở Canada, Mỹ và Mexico
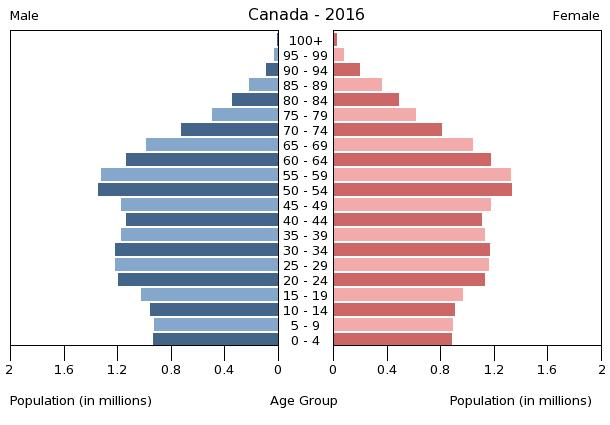
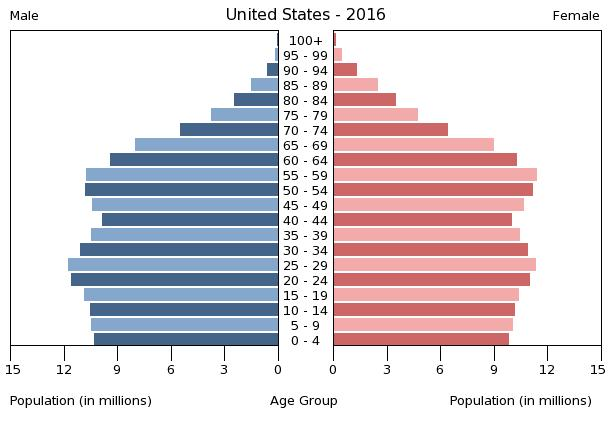
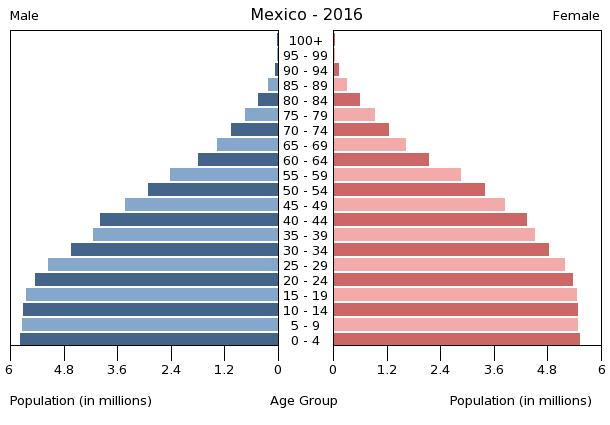

### Châu Đại Dương

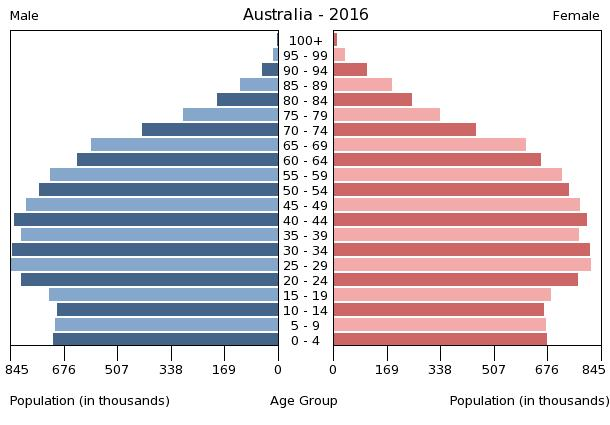
Tháp dân số của Úc năm 2016

Tổng tỷ suất sinh của Úc đã giảm từ trên 3 trong thời kỳ hậu chiến, xuống mức thay thế (2.1) trong những năm 1970 và xuống dưới mức đó vào cuối những năm 2010 (1.74 vào năm 2017.) Tuy nhiên, nhập cư đã bù đắp những ảnh hưởng của tỷ lệ sinh giảm. Trong những năm 2010, trong số các cư dân của Úc, 5% được sinh ra ở Vương quốc Anh, 2,5% từ Trung Quốc, 2,2% từ Ấn Độ và 1,1% từ Philippines. 84% người mới đến trong năm tài chính 2016 là dưới 40 tuổi, so với 54% những người đã ở trong nước. Giống như các quốc gia thân thiện với người nhập cư khác, chẳng hạn như Canada, Vương quốc Anh và Hoa Kỳ, dân số trong độ tuổi lao động của Úc dự kiến sẽ tăng lên đến khoảng năm 2025. Tuy nhiên, tỷ lệ người trong độ tuổi lao động nghỉ hưu (tỷ lệ phụ thuộc) đã đi từ 8 trong những năm 1970 đến khoảng 4 trong những năm 2010. Nó có thể giảm xuống còn 2 vào những năm 2060, tùy thuộc vào mức độ nhập cư. "Dân số càng cao tuổi, càng có nhiều người được hưởng phúc lợi, chúng tôi cần chăm sóc sức khỏe nhiều hơn và có một cơ sở nhỏ hơn để trả thuế", Ian Harper thuộc Trường Kinh doanh Melbourne đã phát biểu thế với ABC News (Úc). Trong khi chính phủ đã thu hẹp kế hoạch tăng tuổi nghỉ hưu, cắt giảm lương hưu và tăng thuế do sự phản đối của công chúng, áp lực nhân khẩu học vẫn tiếp tục gia tăng khi hiệu ứng đệm của nhập cư đang mất dần. Người Úc đến tuổi vào đầu thế kỷ 21 không muốn có con so với người thế hệ trước vì lý do kinh tế: nợ sinh viên cao hơn, nhà ở đắt đỏ và tăng trưởng thu nhập âm.

## Giáo dục
Năm 2013, theo tổ chức phi lợi nhuận EducationSuperHighway, chưa đến một phần ba các trường công lập Mỹ có dịch vụ Internet băng thông rộng. Tuy nhiên, đến năm 2019, con số đó đã đạt tới 99%, làm tăng tần suất học tập kỹ thuật số.
Theo khảo sát của Đại học Northeastern, 81% Thế hệ Z ở Mỹ tin rằng có được bằng đại học là cần thiết để đạt được mục tiêu nghề nghiệp. Khi Thế hệ Z bắt đầu chuẩn bị vào đại học, mối quan tâm hàng đầu của họ là có thể trả được chi phí đào tạo mà không phải vay nợ. Họ nói rằng, khi còn ở trường trung học, họ phải thật chăm chỉ với hy vọng kiếm được học bổng cũng như hy vọng phụ huynh sẽ trả cho các khoản chi phí không được bao gồm trong học bổng. Đồng thời, họ cũng quan tâm đến các chương trình Quân đoàn Huấn luyện Sĩ quan Dự bị (ROTC) như một phương tiện để trang trải học phí. Theo NeaToday, một ấn phẩm của Hiệp hội Giáo dục Quốc gia, hai phần ba Thế hệ Z đang vào đại học lo lắng về việc khả năng đủ cho đại học. Một phần ba lên kế hoạch dựa vào các khoản tài trợ và học bổng, một phần tư hy vọng rằng bố mẹ họ sẽ trả phần lớn chi phí đại học. Trong khi chi phí trang trải cho đại học là cực kỳ cao đối với hầu hết Thế hệ Z, nhưng theo NeaToday, 65% nói rằng lợi ích nhận được sau khi tốt nghiệp cao hơn so với chi phí mà họ phải bỏ ra. Tính đến năm 2019, tổng số nợ đại học đã vượt quá 1,5 nghìn tỷ đô la, và hai phần ba sinh viên tốt nghiệp đại học đang gánh khoản nợ. Người vay trung bình nợ 37.000 đô la, tăng 10.000 đô la so với mười năm trước. Một khảo sát năm 2019 của TD Ameritrade cho thấy, hơn 30% Thế hệ Z (và 18% Millennials) cho biết họ đã cân nhắc có "gap year" giữa trung học và đại học.
Thế hệ Z đang cách mạng hóa hệ thống giáo dục về nhiều mặt. Một phần nhờ vào gia tăng sự phổ biến của tinh thần khởi nghiệp và tiến bộ trong công nghệ, các trường trung học và đại học trên toàn cầu bao gồm cả tinh thần khởi nghiệp trong chương trình giảng dạy của họ. Theo Diễn đàn Kinh tế Thế giới, hơn một phần năm thành viên Thế hệ Z quan tâm đến việc theo học một trường thương mại hoặc kỹ thuật thay vì một trường cao đẳng hoặc đại học. Ở Hoa Kỳ ngày nay, học sinh trung học thường được khuyến khích theo học cao đẳng hoặc đại học sau khi tốt nghiệp, trong khi các lựa chọn của trường kỹ thuật và đào tạo nghề thường bị bỏ qua. Theo khảo sát Kinh tế nước Mỹ năm 2018 của CNBC, chỉ 40% người Mỹ tin rằng chi phí tài chính của bằng đại học bốn năm là hợp lý, giảm từ 44% so với năm năm trước. Hơn nữa, chỉ có 50% tin rằng chương trình bốn năm là loại đào tạo tốt nhất, giảm từ 60%, và số người thấy giá trị trong chương trình hai năm đã tăng từ 18% lên 26%. Những phát hiện này phù hợp với các báo cáo khác.
Các thành viên của Thế hệ Z rất nóng lòng chọn các chuyên ngành dạy cho họ các kỹ năng thị trường. Theo Diễn đàn Kinh tế Thế giới (WEF), khoảng 88% xem chuẩn bị cho công việc là điểm chính của học đại học. Có 39% đang nhắm đến một nghề nghiệp trong y dược hoặc chăm sóc sức khỏe, 20% trong khoa học tự nhiên, 18% trong sinh học hoặc công nghệ sinh học và 17% trong kinh doanh. Một cuộc thăm dò của Gallup năm 2018 với hơn 32.000 sinh viên đại học được chọn ngẫu nhiên từ 43 trường ở khắp Hoa Kỳ cho thấy, chỉ hơn một nửa (53%) trong số họ nghĩ rằng ngành học họ chọn sẽ mang lại cho họ công việc có thu nhập cao. Sinh viên STEM, viết tắt của Khoa học (Science), Công nghệ (Technology), Kỹ thuật (Engineering) và Toán học (Maths), thể hiện sự tự tin cao nhất (62%) trong khi những người theo nghệ thuật tự do ít tự tin nhất (40%). Chỉ hơn một phần ba nghĩ rằng họ sẽ học được các kỹ năng và kiến thức cần thiết để trở nên thành công tại nơi làm việc.

## Triển vọng việc làm và xu hướng kinh tế

### Sự phát triển toàn cầu
Năm 2018, khi số lượng robot làm việc tiếp tục tăng, tỷ lệ thất nghiệp toàn cầu giảm xuống 5,2%, thấp nhất trong 38 năm. Xu hướng hiện nay cho thấy sự phát triển của trí tuệ nhân tạo và robot sẽ không dẫn đến thất nghiệp hàng loạt nhưng lại có thể tạo ra những việc làm đòi hỏi tay nghề cao. Tuy nhiên, để tận dụng tình huống này, người ta cần có một nền văn hóa và một hệ thống giáo dục thúc đẩy việc học tập lâu dài. Những kỹ năng cần rèn luyện lâu dài mà máy móc chưa thành thạo, như là làm việc nhóm và giao tiếp hiệu quả, sẽ rất quan trọng.
Cha mẹ của Thế hệ Z có thể nghĩ rằng doanh nghiệp đầu tiên của con họ là những quầy bán nước chanh hay tiệm rửa xe. Có thể đây là những doanh nghiệp đầu tiên tuyệt vời, tuy nhiên Thế hệ Z hiện nay có khả năng truy cập vào các nền tảng truyền thông xã hội, là người xây dựng các trang web, sử dụng máy in 3D và các nền tảng vận chuyển cung cấp cho họ cơ hội bổ sung để bắt đầu kinh doanh khi còn trẻ. Internet đã cung cấp các cửa hàng cho Thế hệ Z để bán ý tưởng của họ cho mọi người trên khắp thế giới mà không cần phải rời khỏi nhà của họ.
Khi sự tiến bộ công nghệ tiếp tục, sự xuất hiện hoặc đột phá của trí tuệ nhân tạo, robot, in ba chiều, công nghệ nano, điện toán lượng tử, xe tự hành, trong số các lĩnh vực khác, là đỉnh cao trong cái mà nhà kinh tế Klaus Schwab gọi là 'Cách mạng Công nghiệp lần thứ tư', nhu cầu về những người lao động sáng tạo, có trình độ học vấn cao và có tay nghề cao tiếp tục tăng, cũng như thu nhập của họ. Mặt khác, nhu cầu về lao động lương thấp và tay nghề thấp, sẽ tiếp tục giảm.   
Bằng cách phân tích dữ liệu từ Liên hợp quốc và Chỉ số cạnh tranh Tài năng toàn cầu, KDM Engineering cho thấy tính đến năm 2019, 5 quốc gia hàng đầu cho lao động có trình độ cao quốc tế là Thụy Sĩ, Singapore, Vương quốc Anh, Hoa Kỳ và Thụy Điển. Các yếu tố được tính đến bao gồm khả năng thu hút lao động nước ngoài có tay nghề cao, thân thiện với doanh nghiệp, môi trường pháp lý, chất lượng giáo dục và mức sống. Thụy Sĩ là tốt nhất trong việc giữ chân nhân tài do chất lượng cuộc sống tuyệt vời của nó. Singapore là nơi có môi trường đẳng cấp thế giới cho các doanh nhân. Và Hoa Kỳ cung cấp nhiều cơ hội nhất để tăng trưởng do quy mô kinh tế, chất lượng giáo dục và đào tạo đại học. Theo Diễn đàn Kinh tế Thế giới (WEF), tính đến năm 2019, đây là những nước có nền kinh tế cạnh tranh nhất thế giới. Để xác định khả năng cạnh tranh kinh tế của một quốc gia hoặc lãnh thổ, WEF xem xét các yếu tố như độ tin cậy của các tổ chức công, chất lượng cơ sở hạ tầng, ổn định kinh tế vĩ mô, chất lượng y tế, sự năng động trong kinh doanh, hiệu quả thị trường lao động và năng lực đổi mới.

### Châu Á
Thống kê từ Quỹ Tiền tệ Quốc tế (IMF) tiết lộ rằng từ năm 2014 đến 2019, tỷ lệ thất nghiệp của Nhật Bản đã giảm từ khoảng 4% xuống 2,4% và của Trung Quốc từ gần 4,5% xuống 3,8%. Đây là những tỷ lệ thấp nhất trong số các nền kinh tế hàng đầu.
Khi lên nắm quyền vào năm 1949, Mao Trạch Đông tuyên bố sẽ xóa bỏ chủ nghĩa tư bản và các tầng lớp xã hội. "Tiền cũ" đã không còn tồn tại ở Trung Quốc do kết quả của một nền kinh tế kế hoạch tập trung. Nhưng điều đó đã thay đổi vào những năm 1980 khi Đặng Tiểu Bình đưa ra những cải cách kinh tế; tầng lớp trung lưu và thượng lưu đã nở rộ kể từ đó. Trên thực tế, ông coi việc làm giàu là "vinh quang". Các thành phố của Trung Quốc đã biến thành các trung tâm mua sắm lớn. Số lượng tỷ phú (bằng đô la Mỹ) ở Trung Quốc đang tăng nhanh hơn bất cứ nơi nào trên thế giới, đến nỗi xuất hiện các học viện quản gia, những sinh viên sẽ phục vụ 'người giàu mới', và những trường học lễ nghi cho phụ nữ trẻ thuộc giới quý tộc trước khi bước ra xã hội, của những học sinh có cha mẹ giàu có, đã được thành lập. Tuy nhiên, theo Ngân hàng Thế giới, 27% người Trung Quốc vẫn sống dưới mức nghèo khổ. Chính phủ trung ương Trung Quốc hứa sẽ chấm dứt nghèo đói vào năm 2020. Chiến dịch chống tham nhũng của Chủ tịch Tập Cận Bình cũng trấn áp được những gì ông coi là 'sự phô trương của cải'. Hơn nữa, các thành viên của giới thượng lưu Trung Quốc phải liên kết chặt chẽ với Đảng Cộng sản. Một số doanh nhân trẻ Trung Quốc đã tận dụng Internet để trở thành những người có ảnh hưởng trên phương tiện truyền thông xã hội để bán sản phẩm của họ.
Các công ty công nghệ và khởi nghiệp đang bùng nổ ở Trung Quốc và Đông Nam Á. Trong khi trước đây, các công ty Trung Quốc đã sao chép các chiến lược và mô hình kinh doanh từ các đối tác Hoa Kỳ, bây giờ, họ đang phát triển các phương pháp của riêng họ và các công ty Đông Nam Á đang học hỏi từ thành công và kinh nghiệm của họ, một thực tiễn được gọi là "Sao chép từ Trung Quốc". Thương mại điện tử đã phát triển mạnh mẽ. Ví dụ, ở Singapore, không chỉ có thể đặt hàng trực tuyến, người ta còn có thể mua đồ tạp hóa trực tiếp, thanh toán bằng điện thoại di động và đóng gói bằng máy; không có nhân viên thu ngân. Trong khi người phương Tây lần đầu tiên được giới thiệu với Internet bằng cách thông qua máy tính cá nhân của họ, thì người dân ở Trung Quốc và Đông Nam Á lần đầu tiên trực tuyến thông qua điện thoại di động của họ. Do đó, việc sử dụng cao độ các ứng dụng di động của ngành thương mại điện tử đã mang đến những kết quả xứng đáng. Cụ thể, các doanh nhân Trung Quốc đầu tư vào "siêu ứng dụng" - những ứng dụng cho phép người dùng truy cập tất cả các loại dịch vụ trong đó, không chỉ nhắn tin mà còn cho thuê xe đạp và ví kỹ thuật số. Ở Indonesia, việc dựa vào thanh toán bằng thẻ tín dụng khá khó khăn vì khả năng thâm nhập thị trường của công nghệ này vẫn còn khá thấp (tính đến năm 2019). Tuy nhiên, thương mại điện tử và dịch vụ gọi xe vẫn đang phát triển ở đây. Nhưng Singapore mới là trung tâm khởi nghiệp của khu vực, nhờ cơ sở hạ tầng tuyệt vời, sự hỗ trợ của chính phủ và nguồn vốn dồi dào. Hơn nữa, các công ty công nghệ Singapore "có vị trí độc nhất" để học hỏi từ cả Mỹ và Trung Quốc.
Thế hệ Z của Trung Quốc đã tận dụng nhiều lựa chọn cho vay có sẵn cho họ, mặc dù với chi phí lãi suất cực cao và có thể là bất hợp pháp. Mặc dù các nhà chức trách đã đàn áp những người cho vay tiền đáng ngờ, nhưng vẫn còn có rất nhiều cách vay tiền khác. Theo Bloomberg, tỷ lệ nợ hộ gia đình trên GDP của Trung Quốc đã tăng từ 27% năm 2010 lên 57% vào năm 2019. So sánh với các nước khác, nợ hộ gia đình là 126% GDP ở Úc, 99% ở Hàn Quốc và 75% ở Hoa Kỳ, theo Ngân hàng Mỹ (Bank of America). Tuy nhiên, Fitch Ratings ước tính rằng tốc độ tăng trưởng gấp đôi GDP danh nghĩa. Theo Ngân hàng Nhân dân Trung Quốc, tỷ lệ thu nhập từ nợ phải trả của quốc gia này là 99,9% trong năm 2019, tăng 93,4% so với năm trước.

### Châu Âu
Ở châu Âu, mặc dù tỷ lệ thất nghiệp của Pháp và Ý vẫn tương đối cao, nhưng chúng thấp hơn rõ rệt so với trước đây. Trong khi đó, tỷ lệ thất nghiệp của Đức thậm chí đã giảm xuống dưới mức của Hoa Kỳ, một mức độ chưa từng thấy kể từ khi thống nhất gần ba thập kỷ trước. Báo cáo của Eurostat vào năm 2019 rằng tỷ lệ thất nghiệp chung trên toàn Liên minh châu Âu đã giảm xuống mức thấp nhất kể từ tháng 1 năm 2000, ở mức 6,2% trong tháng 8, có nghĩa là có khoảng 15,4 triệu người thất nghiệp. Cộng hòa Séc (3%), Đức (3,1%) và Malta (3,3%) được hưởng mức thất nghiệp thấp nhất. Các quốc gia thành viên có tỷ lệ thất nghiệp cao nhất là Ý (9,5%), Tây Ban Nha (13,8%) và Hy Lạp (17%). Các quốc gia có tỷ lệ thất nghiệp cao hơn so với năm 2018 là Đan Mạch (từ 4,9% đến 5%), Litva (6,1% đến 6,6%) và Thụy Điển (6,3% đến 7,1%).
Vào tháng 11 năm 2019, Ủy ban Châu Âu bày tỏ lo ngại về việc một số quốc gia thành viên đã "không thể đưa tài chính của mình vào trật tự". Bỉ, Pháp và Tây Ban Nha có tỷ lệ nợ trên GDP gần như 100% trong khi Ý là 136%. Theo quy định của EU, các quốc gia thành viên phải thực hiện các bước để giảm nợ công nếu vượt quá 60% GDP. Ủy ban khen ngợi Hy Lạp vì đã đạt được tiến bộ trong phục hồi kinh tế.

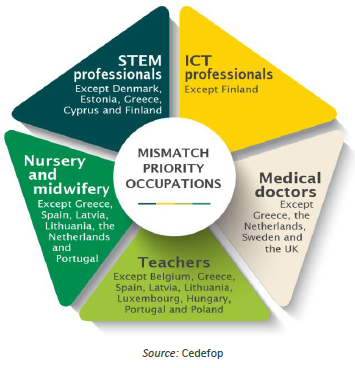
5 ngành nghề hàng đầu không đủ lao động ở Liên minh Châu Âu (cuối thập niên 2010)

Theo Trung tâm phát triển dạy nghề châu Âu (Cedefop), Liên minh châu Âu vào cuối những năm 2010 bị thiếu hụt các chuyên gia STEM (bao gồm các chuyên gia về CNTT-TT), bác sĩ y khoa, y tá, nữ hộ sinh và giáo viên. Tuy nhiên, tình trạng khác nhau tùy thuộc vào từng quốc gia. Ở Ý, kiến trúc thân thiện với môi trường có nhu cầu cao. Estonia và Pháp đang thiếu các chuyên gia pháp lý. Ireland, Luxembourg, Hungary và Anh Quốc cần nhiều chuyên gia tài chính hơn. Tất cả các quốc gia thành viên ngoại trừ Phần Lan cần nhiều chuyên gia về CNTT-TT, và tất cả trừ Bỉ, Hy Lạp, Tây Ban Nha, Hungary, Latvia, Litva, Luxembourg, Bồ Đào Nha và Anh Quốc cần nhiều giáo viên hơn. Việc cung cấp sinh viên tốt nghiệp STEM không đủ vì tỷ lệ bỏ học cao và do tình trạng chảy máu chất xám liên tục từ một số quốc gia. Một số quốc gia cần nhiều giáo viên hơn vì nhiều người đang nghỉ hưu và cần được thay thế. Đồng thời, dân số già của châu Âu đòi hỏi phải mở rộng lĩnh vực chăm sóc sức khỏe. Sự không phù hợp với người lao động (tiềm năng) trong các công việc có nhu cầu cao bao gồm uy tín xã hội thấp, mức lương thấp và môi trường làm việc căng thẳng. Sự thật là, nhiều người đã rời khỏi khu vực công cho ngành công nghiệp trong khi một số sinh viên tốt nghiệp STEM đã nhận công việc không phải STEM.
Mặc dù các chuyên gia dự đoán rằng sự không chắc chắn do trưng cầu dân ý Brexit sẽ khiến nền kinh tế Anh chùn bước hoặc thậm chí rơi vào suy thoái, tỷ lệ thất nghiệp đã giảm xuống dưới 4% trong khi tiền lương thực tế tăng nhẹ vào cuối năm 2010, tăng 2% so với năm 2019. Đặc biệt, thu nhập của các bác sĩ và nha sĩ tăng cao hơn tỷ lệ lạm phát vào tháng 7 năm 2019. Mặc dù thực tế rằng chính phủ hứa sẽ tăng chi tiêu công (13 tỷ bảng, tương đương 0,6% GDP) vào tháng 9 năm 2019, nợ công tiếp tục giảm, kể từ năm 2010. Tuy nhiên, sự không chắc chắn xung quanh chính sách thương mại quốc tế của Anh đã ngăn chặn cơ hội bùng nổ xuất khẩu bất chấp sự mất giá của đồng bảng Anh. Theo trang web việc làm Glassdoor, các công việc cấp cao nhất tại Vương quốc Anh năm 2019 là phân tích ngân hàng đầu tư, kỹ sư phần mềm, phân tích kinh doanh, nhà khoa học dữ liệu, phân tích tài chính, phát triển phần mềm, kỹ sư dân sự, trợ lý kiểm toán, kỹ sư thiết kế, kỹ sư cơ khí. Mức lương cơ bản trung bình của họ dao động từ khoảng 28.000 đến 51.000 bảng mỗi năm. Nhìn chung, những người có bằng STEM có cơ hội tốt nhất để được tuyển dụng vào một công việc với mức lương cao. Theo Văn phòng Thống kê Quốc gia, thu nhập trung bình của Vương quốc Anh năm 2018 là 29.588 bảng.
Tại Vương quốc Anh, số thanh thiếu niên sở hữu doanh nghiệp đã tăng từ 491 năm 2009 lên 4.152 vào năm 2019. Những người này sử dụng rất nhiều nền tảng truyền thông xã hội để tạo nên sự nghiệp của mình.

### Bắc Mỹ
Từ năm 2014 đến 2019, tỷ lệ thất nghiệp chung của Canada đã giảm từ khoảng 7% xuống dưới 6%, theo IMF. Năm 2017, tạp chí Canada Business đã phân tích dữ liệu công khai từ Thống kê Canada và Việc làm và Phát triển xã hội Canada để xác định các ngành nghề hàng đầu trên cơ sở tăng trưởng và tiền lương. Bao gồm quản lý xây dựng, quản lý mỏ và khai thác mỏ, phi công và hướng dẫn bay, kỹ sư phần mềm, cảnh sát, lính cứu hỏa, nhà quy hoạch đô thị, dầu khí, hóa chất, nông nghiệp, y sinh, hàng không vũ trụ và kỹ sư đường sắt, quản lý dịch vụ kinh doanh, cán bộ sàn, quản lý bán hàng công ty, dược sĩ, cơ khí thang máy, luật sư, giám đốc phát triển kinh tế, quản lý tài chính và bất động sản, quản lý viễn thông, quản lý tiện ích, quản lý lắp ống, quản lý lâm nghiệp, y tá và nhà quản lý hành chính công. Tuy nhiên, vào cuối những năm 2010, ngành công nghiệp dầu khí của Canada đã suy giảm do thiếu sự hỗ trợ chính trị và các chính sách bất lợi từ Ottawa. Số lượng giàn khoan dầu ở Tây Canada, nơi đặt phần lớn tiền gửi của đất nước, đã giảm từ 900 vào năm 2014 xuống còn 550 vào năm 2019. Nhiều công ty Canada đã chuyển phi hành đoàn và thiết bị của họ sang Hoa Kỳ, đặc biệt là Texas.
Người Mỹ từ 15 đến 21 tuổi mong muốn được độc lập về tài chính ở độ tuổi đầu 20 (20 - 23 tuổi) trong khi cha mẹ họ thường mong muốn họ độc lập tài chính vào giữa những năm 20 (23 - 26 tuổi). Trong khi Millennials có xu hướng thích sự linh hoạt, Thế hệ Z quan tâm nhiều hơn đến sự chắc chắn và ổn định. Theo khảo sát của Deloitte, trong khi 23% Millennials sẽ rời bỏ công việc nếu họ nghĩ rằng họ không được đánh giá cao, chỉ 15% thế hệ Z sẽ làm điều tương tự. Theo Diễn đàn Kinh tế Thế giới (WEF), 77% Thế hệ Z hy vọng sẽ làm việc chăm chỉ hơn các thế hệ trước. Do đó, chỉ có 1 trong 2 lính mới được tuyển dụng từ Thế hệ Z sẵn sàng đàm phán mức lương cao hơn, mặc dù, vào năm 2019, thị trường lao động Mỹ rất chặt chẽ, có nghĩa là cán cân quyền lực hiện đang có lợi cho người tìm việc. Sự thật là, các nhà tuyển dụng sẵn sàng đàm phán mức lương cao hơn và lợi ích tốt hơn để thu hút nhân tài. Mặc dù có sự đồng lòng giữa các thế hệ rằng việc nhân viên học các kỹ năng mới là rất quan trọng, so với Baby Boomers, thì Millennials và Thế hệ Z có khả năng cao hơn khi cho rằng đó thuộc về nghĩa vụ nhân viên, rằng chính họ phải tự học hỏi. Còn Baby Boomers có xu hướng nghĩ rằng đó là trách nhiệm của người làm chủ. Hơn nữa, Millennials và Thế hệ Z (74%) có xu hướng có nhiều đồng nghiệp làm việc từ xa trong một phần đáng kể thời gian của họ so với Baby Boomers (58%). Một tỷ lệ áp đảo, 80% số đông thích làm việc cho một công ty cỡ vừa hoặc lớn. Một báo cáo của Morgan Stanley, được gọi là Blue Paper, dự kiến rằng Millennials và Thế hệ Z đã chịu trách nhiệm về sự gia tăng lao động tham gia tại Hoa Kỳ, và trong khi lực lượng lao động Mỹ mở rộng thì các nước G10 khác lại thu nhỏ đi. Sự phát triển này làm giảm bớt những lo ngại về dân số già của Mỹ, điều mà đe dọa đến khả năng thanh toán của các chương trình phúc lợi. Tính đến năm 2019, Millennials và Thế hệ Z chiếm 38% lực lượng lao động Hoa Kỳ; con số đó sẽ tăng lên 58% trong thập kỷ tới.
Theo Bộ Lao động Hoa Kỳ, tỷ lệ thất nghiệp vào tháng 9 năm 2019 là 3,5%, một con số chưa từng thấy kể từ tháng 12 năm 1969. Đồng thời, sự tham gia lao động vẫn ổn định và hầu hết sự tăng trưởng việc làm có xu hướng là các công việc toàn thời gian. Số lượng người dừng công việc bán thời gian giảm xuống 4,32 triệu, dưới mức trung bình so với 3 thập kỷ trước. Các nhà kinh tế thường suy xét dân số có tỷ lệ thất nghiệp thấp hơn 4% so với tỷ lệ có việc làm đầy đủ. Trên thực tế, ngay cả những người khuyết tật hoặc những người có tiền án cũng đang được thuê làm việc. Trung bình, tăng 2,7% trong năm 2016, 3,3% vào năm 2018, và 3,3% vào năm 2019. Tuy nhiên, Trung tâm nghiên cứu Pew nhận thấy mức lương trung bình ở Mỹ năm 2018 tương đối giống với năm 1978, khi các mùa và lạm phát được xem xét. Tiền lương thực tế chỉ tăng đối với những người có xếp hạng phần trăm từ 90 trở lên (tính theo năm 2018). Tuy nhiên, những phát triển này làm giảm bớt nỗi sợ về một cuộc suy thoái sắp tới. Hơn nữa, các nhà kinh tế tin rằng sự tăng trưởng việc làm có thể chậm lại trung bình chỉ 100.000 mỗi tháng và vẫn đủ để theo kịp sự tăng trưởng dân số và tiếp tục phục hồi kinh tế. Miễn là các công ty tiếp tục tuyển dụng và tiền lương tiếp tục tăng, chi tiêu của người tiêu dùng sẽ ngăn chặn một cuộc suy thoái khác. Xuất hiện trước Quốc hội vào tháng 11 năm 2019, Chủ tịch Cục Dự trữ Liên bang Jerome Powell nói rằng trong khi nền kinh tế Mỹ đã mất một thời gian dài để phục hồi sau cuộc Đại suy thoái, giờ đây nó đã có một thị trường lao động mạnh mẽ, lạm phát thấp và tăng trưởng vừa phải, và rằng Cục Dự trữ Liên bang dự kiến kinh tế sẽ tiếp tục tăng trưởng. Đồng thời, theo Ngân hàng Mỹ, nợ hộ gia đình của Mỹ đã giảm từ 90% GDP năm 2010 xuống còn 75% vào năm 2019.
Theo Cục Thống kê Lao động, các ngành nghề có mức lương trung bình hàng năm cao nhất ở Hoa Kỳ năm 2018 bao gồm bác sĩ y khoa (đặc biệt là bác sĩ tâm thần, bác sĩ gây mê, bác sĩ sản khoa, bác sĩ phẫu thuật và bác sĩ chỉnh nha), giám đốc điều hành, nha sĩ, quản lý hệ thống thông tin, kiến trúc sư trưởng và kỹ sư, phi công và kỹ sư máy bay, kỹ sư dầu khí và quản lý tiếp thị. Mức lương trung bình hàng năm của họ dao động từ khoảng 134.000 đô la (quản lý tiếp thị) đến hơn 208.000 đô la (các chuyên ngành y tế nói trên). Trong khi đó, các ngành nghề có tốc độ tăng trưởng dự kiến nhanh nhất giữa năm 2018 và 2028 là kỹ thuật viên pin mặt trời và tua bin gió, trợ lý y tế và chăm sóc sức khỏe, chuyên gia an ninh mạng, nhà thống kê, nhà nghiên cứu thiểu năng ngôn ngữ, nhà tư vấn di truyền, nhà toán học, nhà phân tích nghiên cứu, kỹ sư phần mềm, thanh tra phòng chống cháy rừng và các chuyên gia phòng chống, hướng dẫn y tế sau trung học và phlebotomists. Tốc độ tăng trưởng dự kiến của họ là từ 23% (trợ lý y tế) và 63% (người lắp đặt pin mặt trời); trung bình hàng năm của họ trả khoảng từ 24.000 đô la (trợ lý chăm sóc cá nhân) đến hơn 108.000 đô la (trợ lý bác sĩ). Các nghề nghiệp có số lượng công việc dự kiến cao nhất được bổ sung từ năm 2018 đến 2028 là chăm sóc sức khỏe và trợ lý cá nhân, y tá, nhân viên nhà hàng (bao gồm đầu bếp và bồi bàn), nhà phát triển phần mềm, người gác cổng và người dọn dẹp, trợ lý y tế, nhân viên xây dựng, nhân viên tiếp thị và nhà phân tích, các nhà phân tích quản lý, người làm vườn và người trông coi, người quản lý tài chính, người lái máy kéo và xe tải, và thư ký y tế. Tổng số công việc được thêm vào từ 881.000 (trợ lý chăm sóc cá nhân) đến 96.400 (thư ký y tế). Mức lương trung bình hàng năm dao động từ hơn 24.000 đô la (nhân viên thức ăn nhanh) đến khoảng 128.000 đô la (nhà quản lý tài chính).
Theo Bộ Giáo dục, những người có đào tạo kỹ thuật hoặc dạy nghề có khả năng được tuyển dụng cao hơn một chút so với những người có bằng cử nhân và có nhiều khả năng được tuyển dụng trong các lĩnh vực chuyên môn của họ. Hoa Kỳ hiện đang bị thiếu hụt các nhà giao dịch lành nghề. Nếu không có gì được thực hiện, vấn đề này sẽ trở nên tồi tệ hơn khi những người lao động lớn tuổi nghỉ hưu và thị trường thắt chặt do tỷ lệ thất nghiệp giảm. Các nhà kinh tế cho rằng việc tăng lương có thể khuyến khích nhiều người trẻ tuổi theo đuổi những nghề nghiệp này. Nhiều nhà sản xuất đang hợp tác với các trường cao đẳng cộng đồng để tạo ra các chương trình học nghề và đào tạo. Tuy nhiên, họ vẫn gặp vấn đề về hình ảnh khi mọi người nhận thấy công việc sản xuất là không ổn định, do sa thải hàng loạt trong cuộc Đại suy thoái năm 2007 - 2008. Sau cuộc Đại suy thoái, số lượng công việc sản xuất của Hoa Kỳ đạt tối thiểu 11,5 triệu vào tháng 2 năm 2010. Nó đã tăng lên 12,8 triệu vào tháng 9 năm 2019. Và đã từng là 14 triệu vào tháng 3 năm 2007. Tính đến năm 2019, các ngành công nghiệp sản xuất chiếm 12% nền kinh tế Mỹ, vốn đang ngày càng phụ thuộc vào các ngành dịch vụ, như trường hợp của các nền kinh tế tiên tiến khác trên thế giới. Tuy nhiên, việc sản xuất ở thế kỷ 21 ngày càng tinh vi, sử dụng robot tiên tiến, in 3D, điện toán đám mây, trong số các công nghệ hiện đại khác và nhân viên am hiểu công nghệ chính là những nhân viên mà người chủ thuê cần. Bằng đại học 4 năm là không cần thiết; đào tạo kỹ thuật hoặc dạy nghề, hoặc có lẽ học nghề chính là người sẽ làm những công việc này.

## Sử dụng công nghệ thông tin và truyền thông

### Sử dụng công nghệ thông tin và truyền thông nói chung

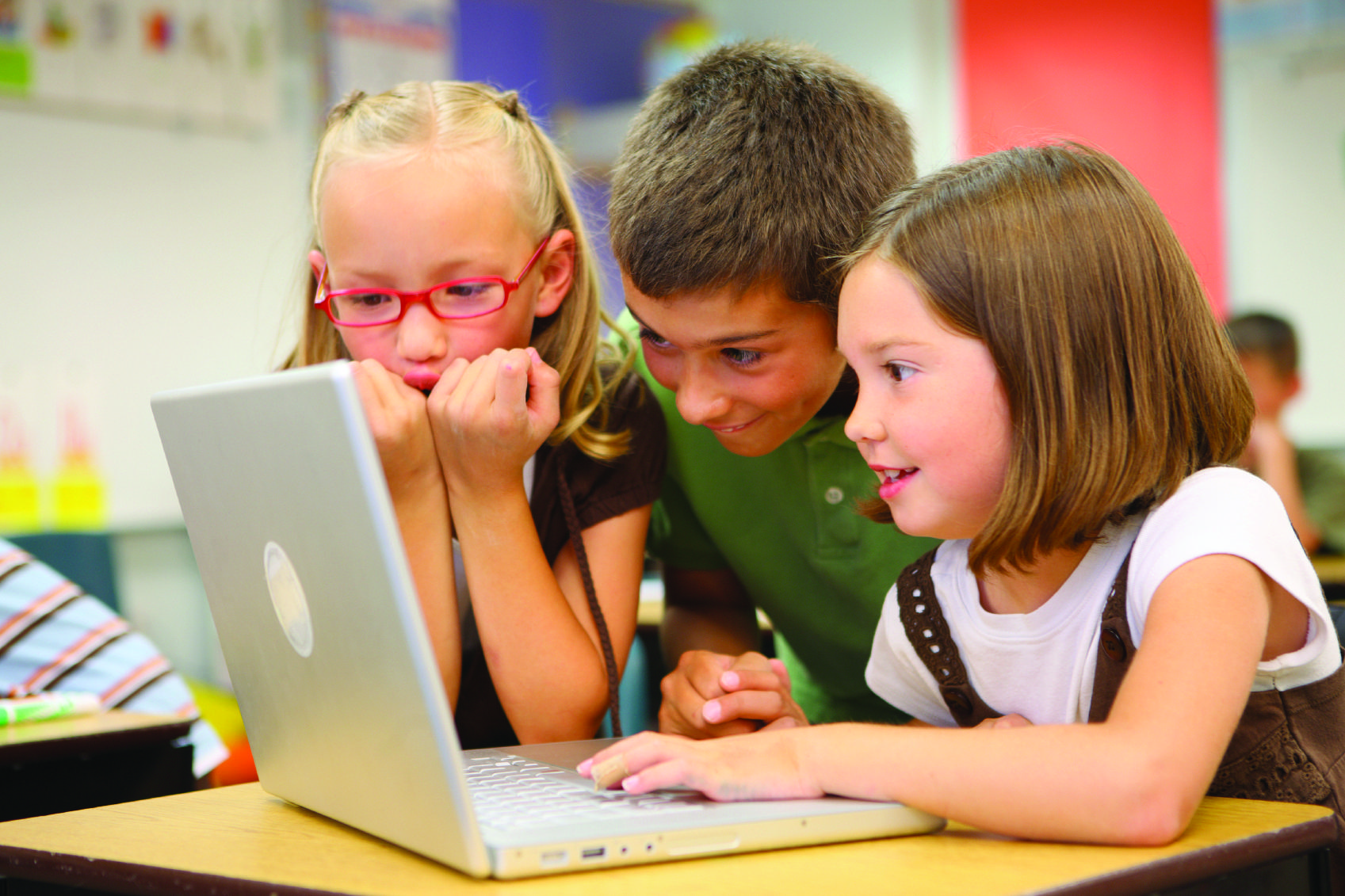
Học sinh tiểu học năm 2008, những thành viên đầu tiên của Thế hệ Z, đang sử dụng laptop. Thế hệ Z là thế hệ đầu tiên có quyền truy cập rộng rãi vào Internet ngay khi còn nhỏ.

Thế hệ Z là thế hệ đầu tiên có sẵn công nghệ Internet ngay từ nhỏ. Với cuộc cách mạng web xảy ra trong suốt những năm 1990, họ đã tiếp xúc với một lượng công nghệ chưa từng có trong suốt quá trình lớn lên, cùng với việc sử dụng các thiết bị di động được phát triển cấp số nhân theo thời gian. Anthony Turner mô tả, Thế hệ Z có "mối liên kết kỹ thuật số với Internet" và lập luận rằng, điều đó có thể giúp thanh thiếu niên thoát khỏi những cuộc đấu tranh về cảm xúc và tinh thần mà họ phải đối mặt ở hiện thực.
Theo Sparks và Honey, chuyên gia tư vấn của Mỹ, vào năm 2014, 41% Thế hệ Z dành hơn ba giờ mỗi ngày để sử dụng máy tính cho các mục đích khác ngoài việc học, tăng 19% so với năm 2004. Trong năm 2015, ước tính có 150,000 app, 10% số đó đến từ App Store của Apple, mang tính giáo dục, nhắm đến đối tượng từ trẻ em đến trình độ đại học, mặc dù có nhiều ý kiến khác nhau về việc liệu kết quả sẽ là liên quan sâu hơn về việc học và phát triển bản thân, hay sẽ trở nên kém hiệu quả khi bị phụ thuộc vào công nghệ và thiếu sự tự điều chỉnh, gây cản trở sự phát triển của trẻ em. Phụ huynh của Thế hệ Z lo ngại việc lạm dụng Internet, truy cập thông tin và hình ảnh không phù hợp cũng như các trang mạng xã hội nơi trẻ em có thể tiếp cận với mọi người trên khắp thế giới. Trẻ em thì cảm thấy khó chịu và phàn nàn về việc bố mẹ kiểm soát quá mức khi chúng sử dụng Internet.
Trong một cuộc nói chuyện của TEDxHouston, Jason Dorsey, thuộc Trung tâm Động lực học Thế hệ, nhấn mạnh sự khác biệt đáng chú ý trong cách Millennials và Thế hệ Z sử dụng công nghệ, với 18% Thế hệ Z cảm thấy rằng một đứa trẻ 13 tuổi đã có thể có điện thoại thông minh, trong khi chỉ 4% Millennials đồng ý điều này. Một tờ báo trực tuyến về nhắn tin, SMS và MMS viết rằng, thanh thiếu niên sở hữu điện thoại di động mà không thật sự cần chúng; việc nhận điện thoại được xem là một nghi thức ở vài quốc gia, cho phép chủ sở hữu có thể kết nối với những người cùng địa vị, và bây giờ nó lại trở thành một quy tắc xã hội: có điện thoại thông minh ngay khi còn nhỏ. Một bài viết từ Trung tâm nghiên cứu Pew tuyên bố rằng "gần ba phần tư thanh thiếu niên sở hữu hoặc có quyền truy cập vào điện thoại thông minh, và 30% có điện thoại cơ bản, trong khi chỉ có 12% thanh thiếu niên từ 13 đến 15 tuổi nói rằng họ không có điện thoại di động. Những con số này đang không ngừng tăng lên và thực tế là, "sở hữu một chiếc điện thoại di động" đã trở thành đặc điểm xác định cho thế hệ này.
Do đó, "24% thanh thiếu niên lên mạng 'gần như liên tục'" Một cuộc khảo sát các sinh viên từ 79 quốc gia của OECD cho thấy rằng, thời gian sử dụng một thiết bị điện tử đã tăng lên, từ dưới hai giờ mỗi ngày trong năm 2012 đến gần ba giờ mỗi ngày năm 2019.

### Trình độ kỹ thuật số
Mặc dù được gắn nhãn là "người bản địa kỹ thuật số", nhưng theo Nghiên cứu Kiến thức Máy tính và Thông tin Quốc tế (ICILS) năm 2018, được thực hiện trên 42.000 học sinh lớp tám (hoặc tương đương) từ 14 quốc gia và hệ thống giáo dục, cho thấy chỉ 2% những người này đủ thành thạo với các thiết bị thông tin và chỉ 19% có thể làm việc độc lập với máy tính để thu thập thông tin và quản lý công việc của họ.
ICILS đánh giá học sinh theo hai mục chính: Tin học và Thông tin (CIL) và Tư duy tính toán (CT). Đối với CIL, có bốn cấp độ, một đến bốn, với Cấp độ 4 là cao nhất. Mặc dù ít nhất 80% học sinh từ hầu hết các quốc gia được kiểm tra đạt Cấp độ 1, nhưng chỉ có hai phần trăm trung bình đạt Cấp độ 4. Các quốc gia hoặc hệ thống giáo dục có học sinh đạt gần hoặc trên mức trung bình quốc tế (496) ở CIL, theo thứ tự tăng dần là Pháp, North Rhine Westphalia, Bồ Đào Nha, Đức, Hoa Kỳ, Phần Lan, Hàn Quốc, Moscow và Đan Mạch.
CT được chia thành ba cấp độ, Cấp độ Trên, Giữa và Dưới. Trung bình quốc tế cho tỷ lệ học sinh đạt được ở mỗi cấp độ này lần lượt là 18%, 50% và 32%. Các quốc gia hoặc hệ thống giáo dục có học sinh đạt gần hoặc trên mức trung bình quốc tế (500), theo thứ tự tăng dần là Hoa Kỳ, Pháp, Phần Lan, Đan Mạch và Hàn Quốc. Nhìn chung, nữ sinh lớp tám vượt trội hơn so với các nam sinh trong CIL với mức trung bình quốc tế là 18 điểm nhưng bị nam sinh vượt xa trong CT. Tại Hoa Kỳ, nơi các bài kiểm tra trên máy tính được quản lý bởi Trung tâm Thống kê Giáo dục Quốc gia, 72% học sinh lớp tám cho biết họ đã tìm kiếm thông tin trên Internet ít nhất một lần tuần hoặc mỗi ngày học, và 65% nói rằng họ tự học cách tìm kiếm thông tin trên Internet.

### Mạng xã hội
Việc sử dụng phương tiện truyền thông xã hội đã trở nên tích hợp vào cuộc sống hàng ngày của hầu hết người thuộc Thế hệ Z, với mục đích chủ yếu là nhằm giữ liên lạc với bạn bè và gia đình. Do đó, công nghệ di động đã khiến sự phát triển của mối quan hệ trực tuyến trở thành một chuẩn mực thế hệ mới≥ Thế hệ Z sử dụng phương tiện truyền thông xã hội và các trang web khác để tăng cường liên kết với bạn bè và phát triển thêm các mối quan hệ mới, tương tác với những người mà họ không gặp trong thế giới thực. Tuy nhiên, theo Twenge, một mặt tiêu cực của thiết bị di động đối với Thế hệ Z chính là việc ít "gặp mặt trực tiếp" hơn, do đó, họ cảm thấy cô đơn và bị bỏ rơi.
Nghiên cứu nhóm tập trung (focus group) cho thấy rằng, dù thanh thiếu niên có thể bị làm phiền bởi nhiều khía cạnh của Facebook, họ vẫn sẽ tiếp tục sử dụng nó vì nó có sự tham gia rất quan trọng trong việc giao tiếp với bạn bè và đồng nghiệp. Twitter và Instagram đang trở nên phổ biến giữa các thành viên của Thế hệ Z, với 24% (và đang tiếp tục tăng) thanh thiếu niên có quyền truy cập Internet có tài khoản Twitter. Điều này một phần là do cha mẹ thường không sử dụng các trang mạng xã hội này. Snapchat cũng thu hút được Thế hệ Z vì video, hình ảnh và tin nhắn gửi nhanh hơn nhiều so với tin nhắn thông thường. Tốc độ và độ tin cậy là những yếu tố quan trọng khi các thành viên của Thế hệ Z lựa chọn nền tảng mạng xã hội. Nhu cầu giao tiếp nhanh này được thể hiện qua các ứng dụng Thế hệ Z phổ biến như Vine và việc sử dụng biểu tượng cảm xúc.
Một nghiên cứu của Gabrielle Borca phát hiện ra rằng, thanh thiếu niên năm 2012 có nhiều khả năng chia sẻ các loại thông tin khác nhau hơn so với thanh thiếu niên năm 2006. Tuy nhiên, họ sẽ thực hiện các bước để bảo vệ thông tin mà họ không muốn chia sẻ, cũng như thực hiện việc "theo dõi" người khác trên phương tiện truyền thông xã hội nhiều hơn là "chia sẻ". Một cuộc khảo sát về thanh thiếu niên Hoa Kỳ từ công ty quảng cáo J. Walter Thomson cũng cho thấy rằng, phần lớn thanh thiếu niên quan tâm đến việc bài đăng của họ sẽ được mọi người hoặc bạn bè của họ cảm nhận như thế nào. 72% số người được hỏi cho biết họ đang sử dụng phương tiện truyền thông xã hội hàng ngày và 82% cho biết họ đã suy nghĩ cẩn thận về những gì họ đăng trên phương tiện truyền thông xã hội. Hơn nữa, 43% cho biết họ đã hối hận về các bài viết trước đó.
Nghiên cứu được thực hiện vào năm 2017 báo cáo rằng, việc sử dụng phương tiện truyền thông xã hội của thế hệ này có thể liên quan đến sự cô đơn, lo lắng và nhạy cảm. Theo báo cáo CDC năm 2018, các cô gái bị ảnh hưởng bởi các khía cạnh tiêu cực của phương tiện truyền thông xã hội hơn so với các chàng trai. Các nhà nghiên cứu tại Đại học Essex đã phân tích dữ liệu 10.000 gia đình, từ 2010 - 2015, đánh giá sức khỏe tinh thần của họ dựa theo hai quan điểm: Vui vẻ và Hạnh phúc trong các quan điểm xã hội, gia đình và giáo dục. Trong mỗi gia đình, họ đã kiểm tra những đứa trẻ từ 10 đến 15 tuổi trong những năm này. Ở độ tuổi 10, 10% đối tượng nữ báo cáo sử dụng phương tiện truyền thông xã hội, trong khi điều này chỉ đúng với 7% đối tượng nam. Đến năm 15 tuổi, con số này đã nhảy vọt lên 53% đối với bé gái và 41% đối với bé trai. Điều này có thể giải thích lý do tại sao nhiều cô gái báo cáo đã trải qua việc bị đe dọa trực tuyến, giảm lòng tự trọng và sự bất ổn về cảm xúc nhiều hơn so với các đối tượng là nam.
Các nhà nghiên cứu khác đưa ra giả thuyết rằng, các cô gái bị ảnh hưởng nhiều hơn bởi việc sử dụng phương tiện truyền thông xã hội vì cách họ sử dụng nó. Một nghiên cứu được thực hiện bởi Trung tâm nghiên cứu Pew năm 2015 đã phát hiện ra rằng, trong khi 78% cô gái nói rằng họ kết bạn qua phương tiện truyền thông xã hội, thì chỉ có 52% chàng trai nói như vậy. Tuy nhiên, đến 57% các chàng trai kết bạn thông qua các video game, trong khi điều này chỉ đúng với 13% các cô gái. Một khảo sát khác của Trung tâm nghiên cứu Pew được thực hiện vào tháng 4 năm 2015, báo cáo rằng phái nữ có nhiều khả năng sử dụng Pinterest, Facebook và Instagram hơn nam giới. Ngược lại, đàn ông sử dụng nhiều hơn các diễn đàn trực tuyến, các nhóm trò chuyện điện tử và Reddit hơn phụ nữ.
Bắt nạt trên mạng ở Thế hệ Z phổ biến hơn so với Millennials. Nó phổ biến hơn ở các bé gái, 22% so với 10% đối với bé trai. Điều này dẫn đến việc các cô gái trẻ cảm thấy dễ bị tổn thương và cô lập hơn.

### Hẹn hò trực tuyến
Theo Trung tâm nghiên cứu Pew, mặc dù chỉ có một số lượng không đáng kể người hẹn hò trực tuyến vào năm 2005, nhưng số này đã tăng lên 11% vào năm 2013 và sau đó là 15% vào năm 2015. Sự gia tăng này chủ yếu do những người từ 18 đến 24 tuổi, sử dụng các phần mềm hẹn hò trực tuyến gần như tăng gấp ba, và những người ở độ tuổi 55 đến 64 gấp đôi. Thái độ đối với hẹn hò trực tuyến đã được cải thiện, mặc dù các nhà cung cấp dịch vụ trực tuyến cho biết chỉ có 5% những người này kết hôn hoặc có mối quan hệ cam kết với người mà họ gặp trực tuyến.